# Zhongxin (sockenhuvudort i Kina, Jilin Sheng, lat 42,93, long 130,49)
Zhongxin är en sockenhuvudort i Kina. Den ligger i provinsen Jilin, i den nordöstra delen av landet, omkring 440 kilometer öster om provinshuvudstaden Changchun. Antalet invånare är 11 091. Befolkningen består av 5 337 kvinnor och 5 754 män. Barn under 15 år utgör 6,0 %, vuxna 15-64 år 85 %, och äldre över 65 år 8,0 %.
Runt Zhongxin är det ganska glesbefolkat, med 30 invånare per kvadratkilometer. Närmaste större samhälle är Hunchun, 12,5 km sydväst om Zhongxin. Omgivningarna runt Zhongxin är en mosaik av jordbruksmark och naturlig växtlighet.
Genomsnittlig årsnederbörd är 1 002 millimeter. Den regnigaste månaden är juli, med i genomsnitt 207 mm nederbörd, och den torraste är januari, med 8 mm nederbörd.